# دب الأطلس
الدب النوميدي أو دب جبال الأطلس (الاسم العلمي: Ursus arctos crowtheri) هو نويع من الدببة البنية، وهو من الدببة الافتراضية التي  تم اثبات وجودها في الجزائر فقط، لكن مع ذلك يُصنف من قِبل البعض على أنه قطعي الوجود. كان دباً محلياً يعيش في الجزائر فقط، وقد كان يسكن قديماً في جبال الأطلس. والناس الآن يعتقدون أنه انقرض. وقد صيدت آلافٌ من هذه الدببة للرياضة في ألعاب «فيناتيو» أو لتنفيذ حكم الإعدام على المجرمين. ومن المحتمل أن آخر واحدٍ منها قتل بواسطة صيادٍ في سبعينيات القرن العشرين. ولكن التقارير لا تزال سطحية، ويعتقد البعض أن هذا الدب قد استطاع البقاء على قيد الحياة في المناطق النائية في الجزائر

## نطاق
وفقًا للبيانات الجغرافية المتاحة 1,2، فهو الدب الوحيد الذي كان موجودًا في إفريقيا على الإطلاق: ربما وصل خلال العصر البليستوسيني، خلال نفس الهجرة التي جلبت الضبع المخطط أو الوعل النوبي إلى هذا الجزء من إفريقيا.
تشير المصادر الرومانية إلى أن الحيوان كان منتشرًا جدًا في جبال الأطلس[بحاجة لمصدر]، ثم غُطيت إلى حد كبير بغابات الصنوبر. يمكن العثور على تماثيل لها في الفسيفساء القديمة في المنطقة.

## وصف
وفقًا للروايات التي تعود إلى القرنين الثامن عشر والتاسع عشر، كان دب الأطلس أصغر من الدببة البنية الأخرى، مع كمامة مسطحة وفراء أسود تقريبًا.
تعود الأوصاف العلمية الأولى للحيوان إلى القرن الثامن عشر، لكن أعداده كانت صغيرةً جدًا في ذلك الوقت لأن الدببة قد طردت من موائلها.

## وراثي
يعتبر البعض دب الأطلس كنوع في حد ذاته (Ursus Crawtheri)، لكن الفرضية السائدة تصنفه على أنه نويع من الدب البني (Ursus arctos). وفقًا للبيانات الجينية التي تم الحصول عليها منذ نهاية القرن العشرين، يبدو أن التراث الجيني الحالي للدب البني منظم جغرافيًا في خمس مجموعات رئيسية. شكل دب الأطلس، الذي كان يحتوي على DNA ميتوكوندريا متشعب، كليدًا سادسًا 3. فُقد جزء كبير من التنوع الجيني غير النوعي للدب البني، والذي كان مستقرًا إلى حد ما على مدار الـ 35000 عام الماضية، مع اختفاء دب الأطلس 3.

## قصة
أشار العديد من المؤرخين القدماء إلى وجود الدببة في ليبيا القديمة، مثل هيرودوت الذي أشار إلى وجود الدببة بين الليبيين المقيمين 4. استخدمت دببة شمال إفريقيا في الساحات الرومانية. يصف الروماني كايوس يوليوس سولينوس «دبًا إفريقيًا» يتميز عن الدب الآخر بضراوته وطول فروه 5.
عندما يذكر بليني الأكبر 6 «الدب النوميدي» (NH VIII. §.131)، فمن المحتمل جدًا أن تكون مسألة دب أطلس 2، والتي من المحتمل أن تكون قد عاشت في كل شمال إفريقيا وفقًا للبيانات الحفرية والتاريخية المتاحة. إثيوبيا [المرجع. ضروري]، وغالبًا في سياق بيئي أكثر ثراءً مما هو عليه اليوم، حيث الأنواع التي هي اليوم فريدة من نوعها حول البحر الأبيض المتوسط الأوروبية (أي ذات الطابع الأوروبي)، والحيوانات التي تذكرنا بالسافانا (التي دفعت الآن جنوبًا بسبب التصحر)، على الأقل حتى العصر الروماني الفترة الإمبراطورية، أو حتى أواخر القرنين الثالث والرابع بعد الميلاد. J-C.2.
كان لسلطان المغرب واحد حوالي عام 1830 وأعطي آخر إلى حديقة الحيوان في مرسيليا: كان هذا آخر فرد درس علميًا بواسطة Schinz في عام 1844، من أجل إعطاء اسم علمي لهذه النويعات. [المرجع. من الضروري].
قُتلت العينة الأخيرة أثناء الصيد، على الحدود المغربية الجزائرية في سبعينيات القرن التاسع عشر. [المرجع. من الضروري]. ومع ذلك، في الخمسينيات من القرن الماضي، شوهدت عينات من دب الأطلس في الجزائر، وبشكل أكثر تحديدًا في منطقة القبايل، من قبل نساء من المنطقة كانوا يقطفون الزيتون.